# 国吉村 (和歌山県)
国吉村（くによしむら）は、和歌山県海草郡にあった村。現在の紀美野町の南東部、貴志川の上流域にあたる。
本項では発足時の名称である猿川村（さるかわむら）についても述べる。

## 地理
- 山岳：隠地山、黒松山
- 河川：貴志川

## 歴史
- 1889年（明治22年）4月1日 - 町村制の施行により、那賀郡猿川中村・田村・滝ノ川村・谷村・松ヶ峯村・今西村・菅沢村の区域をもって猿川村が発足。
- 1951年（昭和26年）10月1日 - 改称・所属郡変更により海草郡国吉村となる。新村名は公募により選出。
- 1955年（昭和30年）6月1日 - 下神野村・上神野村・長谷毛原村・真国村と合併して美里町が発足。同日国吉村廃止。